# Václav Melzer
Václav Melzer (ur. 26 sierpnia 1878 w Vlkýšu, zm. 1 maja 1968 w Domažlicach) – czeski nauczyciel i mykolog.

## Życiorys
W 1880 r. jego rodzice przenieśli się do Domažlici i tutaj Václav Melzer spędził większą część swojego życia. W 1901 r. ukończył naukę w Instytucie Pedagogicznym w Pilźnie i rozpoczął pracę zawodową jako nauczyciel w Úboču koło Kdyn, potem w Zahořanach, a od 1911 r. w Domažlicach, później został dyrektorem szkoły w Kdynie. Był żonaty. Obydwie jego córki zginęły tragicznie w wieku18 i 20 lat, w 1937 r. zmarła jego żona. Rok później powtórnie ożenił się, a jego druga żona wspierała go w pracy naukowej.

## Praca nuakowa
Już od początku pracy zawodowej zajmował się badaniami biologicznymi, najpierw mchami i porostami, ale w 1908 r. przerzucił się na grzyby wyższe. Praca naukowa Melzera poświęcona była głównie rodzajowi Russula (gołąbek). Opublikował monografię czeskich gatunków tego rodzaju. Odkrył i opisał kilka nowych gatunków. Jest dobrze znany w mykologii z opracowania roztworu barwiącego, obecnie nazywanego odczynnikiem Melzera. Jest to podstawowy, wręcz niezbędny odczynnik do identyfikacji gatunków grzybów. Bada się nim amyloidalność zarodników i strzępek grzybów. Odczynnik ten jest modyfikacją dawniej znanego roztworu jodu zawierającego hydrat chloralu, opracowanego przez botanika Arthura Meyera. Václav Melzer zajmował się także mikroskopową analizą cech budowy grzybów i wprowadził do mykologii pojęcie strzępka prymordialna. Opublikował ponad 150 prac naukowych i jest współautorem popularnej w Czechach książki „České holubinky” (drugim autorem jest Jaroslav Zvár).
W naukowych nazwach utworzonych przez niego taksonów dodawane jest jego nazwisko Melzer. Na jego cześć mykolog Josef Velenovský nazwał gatunek borowika Boletus melzeri, który został zebrany przez Melzera w 1920 r. w Čechticach. Jego nazwiskiem nazwano także gatunki Lentinus melzeri, Russula melzeri, Russula melzeriana i rodzaje Melzericium i Melzerodontia.